# جيف كوك (لاعب اللاكروس)
جيف كوك (بالإنجليزية: Jeff Cook)‏ هو لاعب اللاكروس أمريكي، ولد في 28 أبريل 1960 في بالتيمور في الولايات المتحدة.